# 暗礁の彼方に
暗礁の彼方に（あんしょうのかなたに、原題：英: Beyond the Reef）は、イギリスのホラー小説家ベイジル・コッパー（ベイザル・カパー）が1994年に発表した短編ホラー小説。クトゥルフ神話の1つ。
アンソロジー『インスマス年代記』に収録され、2001年に邦訳された。ボリュームは文庫で120ページほどの中編。

## 概要
ラヴクラフトの『インスマスの影』の数年後、直接の後日談であり、登場人物は共通しないが、ラヴクラフト時代のアーカム&インスマスそのものが舞台となっている。『インスマス年代記』は（年代記として）時系列順に作品が並んでおり、ラヴクラフトの『影』と本作は連続している。作品として、視点がバラバラで頻繁に切り替わる。前半で怪奇現象が頻発するが、謎解きは無く不気味なホラーとなっている。
後日談でありながら、オリジナル色が強く、怪物もラヴクラフトとは異なる独自のクリーチャーである。コッパー自身は本作について「模倣やパロディの要素を強めずに、雰囲気をHPLの小説のような色あせた20年代の特異なものにしたかった」と述べている。作者の邦訳神話作品としては、他に『シャフト・ナンバー247』が存在する。
東雅夫は『クトゥルー神話事典』にて「神話大系に欠かせぬ舞台でもあるミスカトニック大学だが、そのキャンパスを具体的に登場させた作品は珍しい。アーカムとインスマスの地理的葛藤を背景に据えた点も注目に値する力作である」と解説している。

## あらすじ
1929年、ミスカトニック大学の図書館で、鍵のかかる書庫に保管されていた古書が盗難に遭う。高熱によって窓ガラスが割られ、棚が焦げ、古書を固定していた鎖がどろどろに溶かされていた。数週間後、アーカムの図書館で火災が発生し、17・18世紀の資料が焼失する。続いて1930年の秋、マヌーゼット河で潮津波が発生して溺死者が出、また白い稲妻が起こる。同日夜にはアーカムとインスマスで竜巻被害が生じる。これらの現象は、暗礁沖の海底地震の影響と説明される。
1932年になると、ミスカトニック大学で、ドアがひとりでに開閉したり、電灯が理由なく点滅したり、水道の水が出たり止まったりするなど、小さな怪事件が頻発していたが、あるとき大きな石の十字架が倒壊し、学部長のダロウ博士が押しつぶされそうになるという事故が発生する。花崗岩製の十字架の内部は、ありえないことに腐っていた。測量技師のベロウズが事故原因を調べていると、十字架の地下で迷路のように入り組んだ岩通路が発見される。ベロウズと学部長が地下に降りたところ、何者かの歩いた跡があり、また学部長だけが「蛇のようなもの」を目撃して恐怖に震える。同日、盗まれた古書の「写し文」を解読するためにホルロイド博士が開発した暗号解読機が稼働していたが、機械が壊され、解読文も盗まれる。さらにホルロイド自身の記憶も不自然に欠落していた。
数日後、大学の用務員の変死体がキャンパス内の池で発見される。警察が聴取したことで、大学内で起こっていた幾つもの出来事が初めて明るみに出る。捜査責任者オーツ警部は、身分を隠してインスマスの図書館に調査に向かうも、住民から敵意を向けられ、図書館では1928年の政府手入れの事件の記録が消されていた。さらに、病院の遺体安置所から用務員の遺体が盗まれる。
ベロウズが再び地下通路に降りたところ、足跡は拭い去られており、インスマスと海の方に向かう地下通路が落石で塞がれていた。だが数日後に、ベロウズとホルロイドとオーツ警部率いる警官隊が地下に降りると、今度は落石の形跡すらなく「なめらかに」塞がれていた。より詳細に調べたところ、複数のルートが塞がれ、暗礁の彼方に向かう通路のみが残されていたが、そこに奇怪な生物が現れ、警官たちに犠牲者が出る。
地下で一時行方不明となったホルロイドは、ダロウ学部長を殺害し、精神病院に収容される。ホルロイドの肉体はおぞましく退化しており、彼は「ダロウ学部長も異形に変貌していた」と信じ切っていた。一方、ランカスター医師は怪物に襲われるも、ガソリンで焼き殺す。
オーツ警部、ランカスター医師、ベロウズの3人は、化物共を滅ぼす作戦を立てる。オーツの作戦とは、地下洞窟に大量のガソリンを流し込んで焼き尽くすことである。インスマス住人は全員、州警察と軍によって村から連れ出される。オーツは時限引火装置を手に、作戦の成功を神に祈る。

## 主な登場人物
- ダロウ博士 - 大学の学部長。数々の怪事象を大学内部で処理しようとしていたが、殺人が発生したことで隠しきれなくなる。
- ジェファースン・ホルロイド - 大学の暗号学者。古書の暗号解読を行っていた。
- アンドルー・ベロウズ - 測量技師。学部長とは長年の友人。終盤の作戦では、時限引火装置を作った[注 2]。
- ジェスロウ・ステイヴリイ - 大学の図書館長。古書を厳重に管理し、タイプ打ちの写しも取っていた。
- コーニーリャス・オーツ警部 - 郡の警部。大学関係者の記憶の欠損によって、捜査が難航する。
- ユーアト・ランカスター医師 - 地元警察の外科医。医師歴40年のベテラン。コンリイの変死体に困惑する。
- ジェブ・コンリイ - 大学の用務員。池で変死体で発見される。強い圧力を受け、粘着物がつき、顔が消えていた。後に遺体を盗まれる。
- 怪物 - 「蛇のよう」と形容される怪生物。

## 収録
- 学研M文庫『インスマス年代記（英語版） 上』「暗礁の彼方に」大瀧啓裕訳